# Булазак
Булаза́к (фр. Boulazac) — коммуна во Франции, находится в регионе Аквитания. Департамент — Дордонь. Административный центр кантона Иль-Мануар. Округ коммуны — Перигё.
Код INSEE коммуны — 24053.

## География

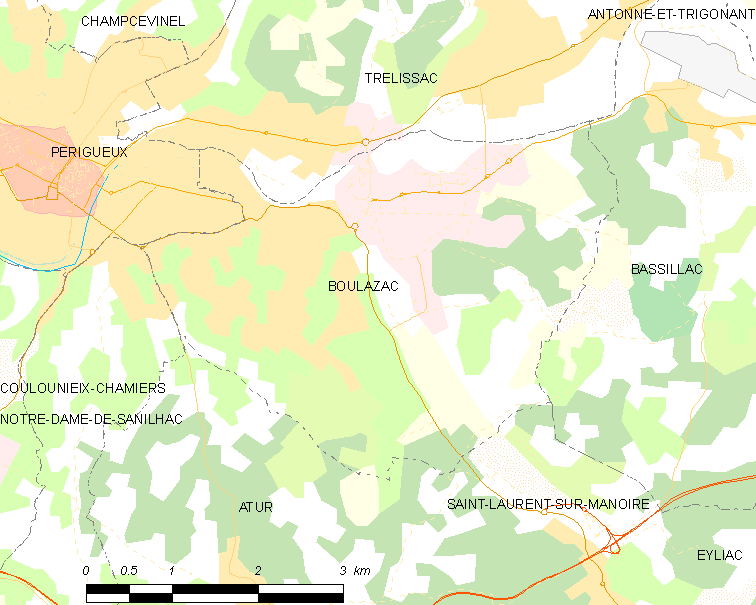
Карта коммуны

Коммуна расположена приблизительно в 430 км к югу от Парижа, в 115 км восточнее Бордо, в 5 км к востоку от Перигё.
По территории коммуны протекают реки Иль и Мануар.

### Климат
Климат умеренный океанический со средним уровнем осадков, которые выпадают преимущественно зимой. Лето здесь долгое и тёплое, однако также довольно влажное, здесь не бывает регулярных периодов летней засухи. Средняя температура января — 5 °C, июля — 18 °C. Изредка вследствие стечения неблагоприятных погодных условий может наблюдаться непродолжительная засуха или случаются поздние заморозки. Климат меняется очень часто, как в течение сезона, так и год от года.

## Население
Население коммуны на 2010 год составляло 6606 человек.
| 1962 | 1968 | 1975 | 1982 | 1990 | 1999 | 2010 |
| ---- | ---- | ---- | ---- | ---- | ---- | ---- |
| 2839 | 3109 | 4557 | 5150 | 5996 | 6051 | 6606 |

## Администрация
| Период | Период | Фамилия      | Партия                              | Примечания |
| ------ | ------ | ------------ | ----------------------------------- | --- |
| 1945   | 1953   | Жан Лажуани  |                                     | |
| 1953   | 1988   | Люсьен Дютар | Французская коммунистическая партия | депутат (1973—1986) |
| 1988   | 2020   | Жак Озу      | Французская коммунистическая партия | генеральный советник кантона Сен-Пьер-де-Шиньяк (1994—2015); президент сообщества коммун Ле-Гран-Перигё (с 2014); генеральный советник кантона Иль-Мануар (с 2015) |

## Экономика
В 2010 году среди 4334 человек трудоспособного возраста (15-64 лет) 3190 были экономически активными, 1144 — неактивными (показатель активности — 73,6 %, в 1999 году было 71,1 %). Из 3190 активных жителей работали 2856 человек (1444 мужчины и 1412 женщин), безработных было 334 (144 мужчины и 190 женщин). Среди 1144 неактивных 337 человек были учениками или студентами, 504 — пенсионерами, 303 были неактивными по другим причинам.

## Достопримечательности
- Замок Льё-Дьё[фр.] (XIV век). Исторический памятник с 1959 года[5]
- Церковь Св. Иоанна Крестителя в неоготическом стиле
- Часовня Св. Франциска Ассизского (1990 год)

## Города-побратимы
- Биббьена (Италия, с 1989)

## Фотогалерея

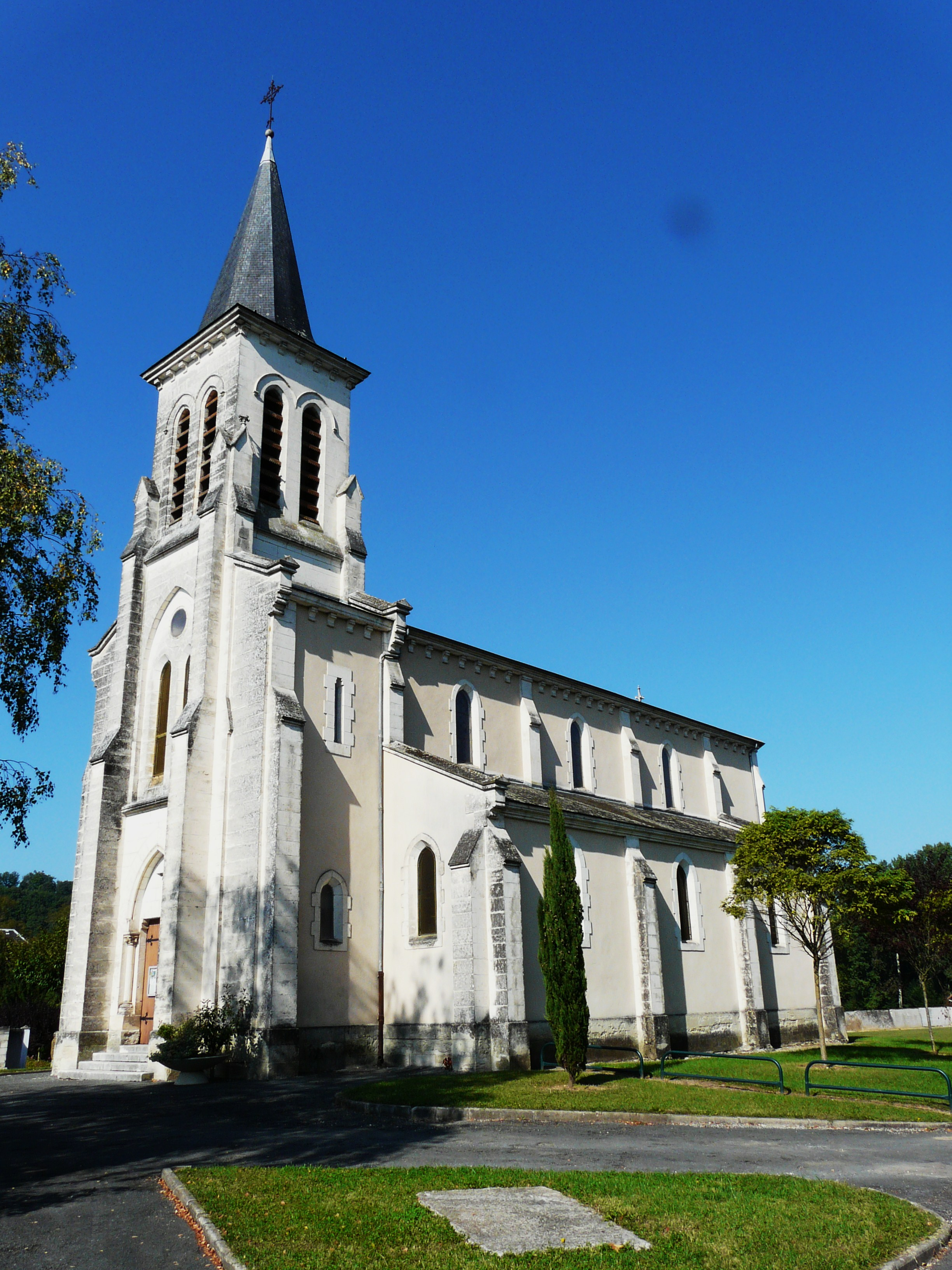
Церковь Св. Иоанна Крестителя
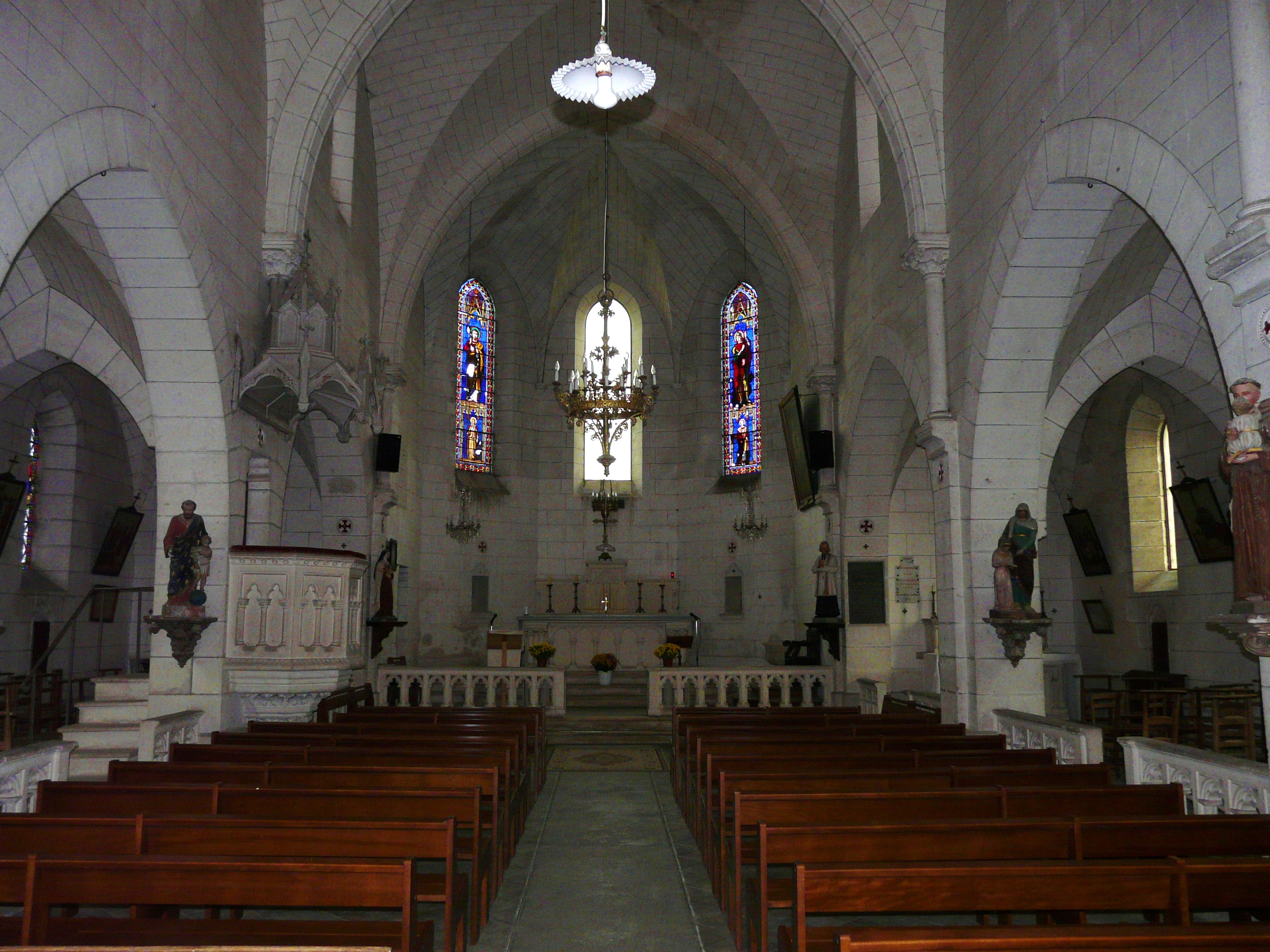
Интерьер церкви Св. Иоанна Крестителя
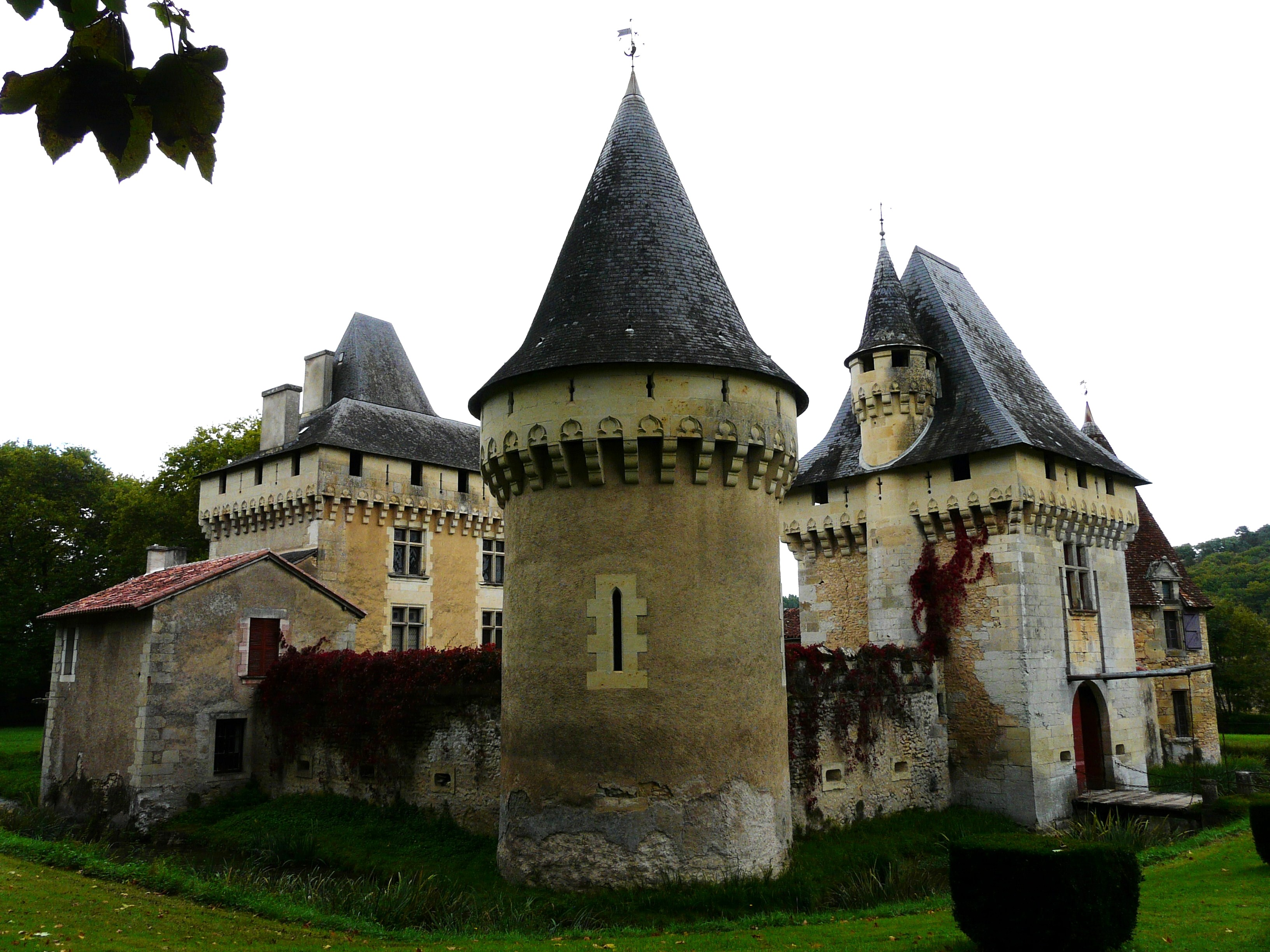
Замок Льё-Дьё
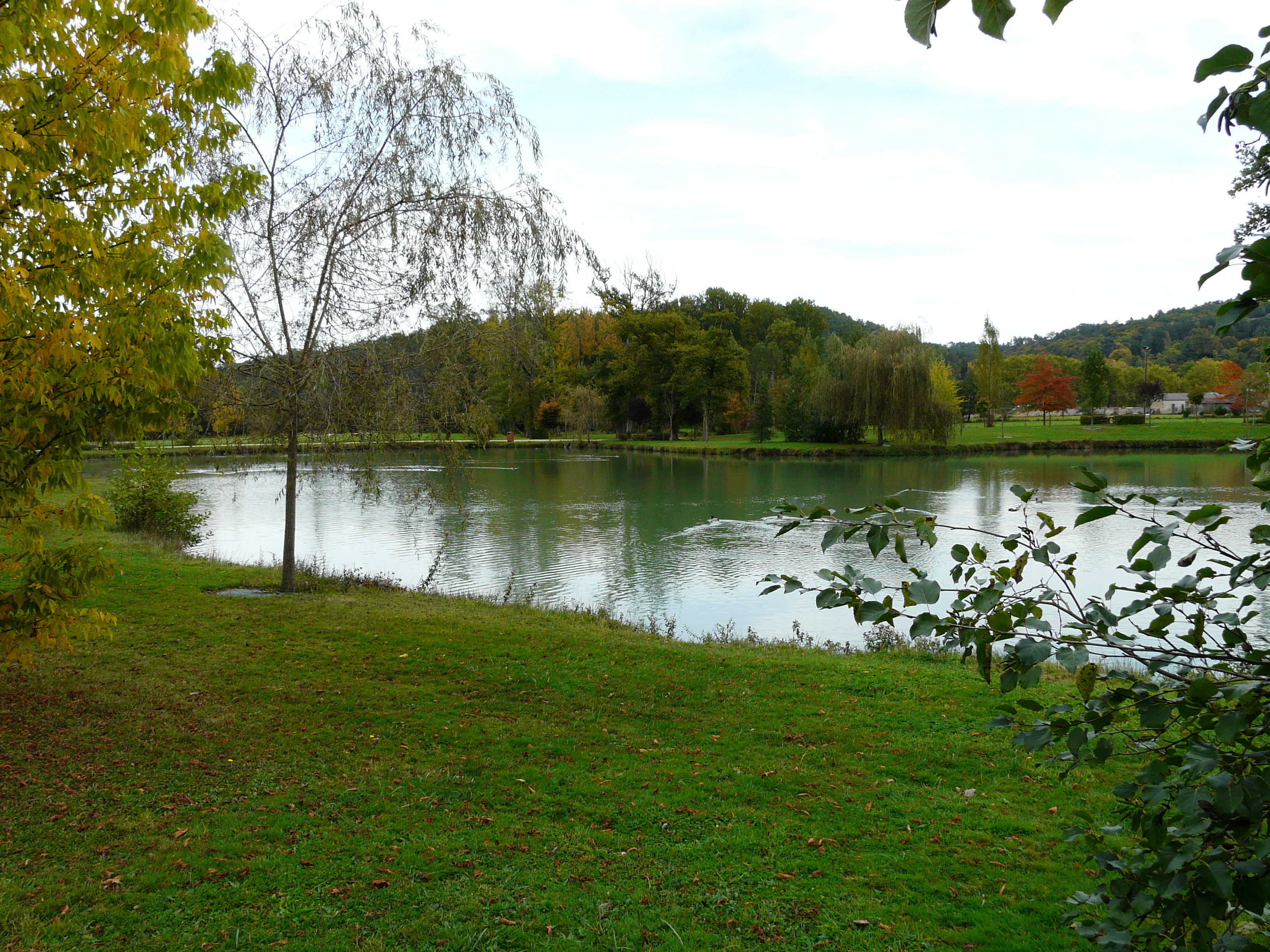
Озеро Ламура
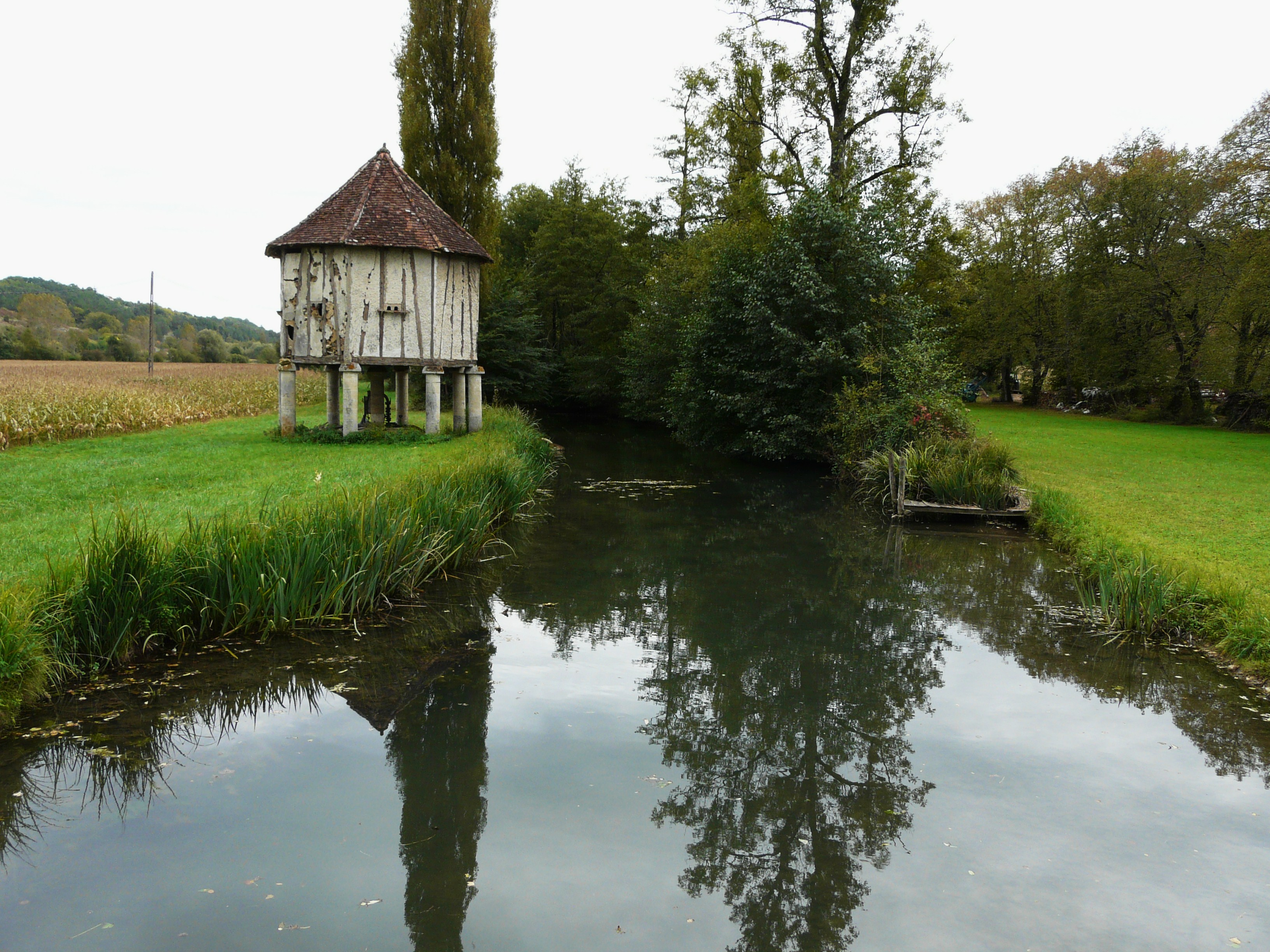
Река Мануар и голубятня